# Königsliste von Sakkara
Die Königsliste von Sakkara ist eine altägyptische Königsliste, die sich im Grab des königlichen Schreibers und  Obersten Vorlesepriesters (ẖrj-ḥ3bt-ḥr.j-tp) Tjuneroy (19. Dynastie) in Sakkara befand. Das Grab wurde 1861 entdeckt. Die Liste befindet sich heute im Ägyptischen Museum in Kairo.

## Beschreibung

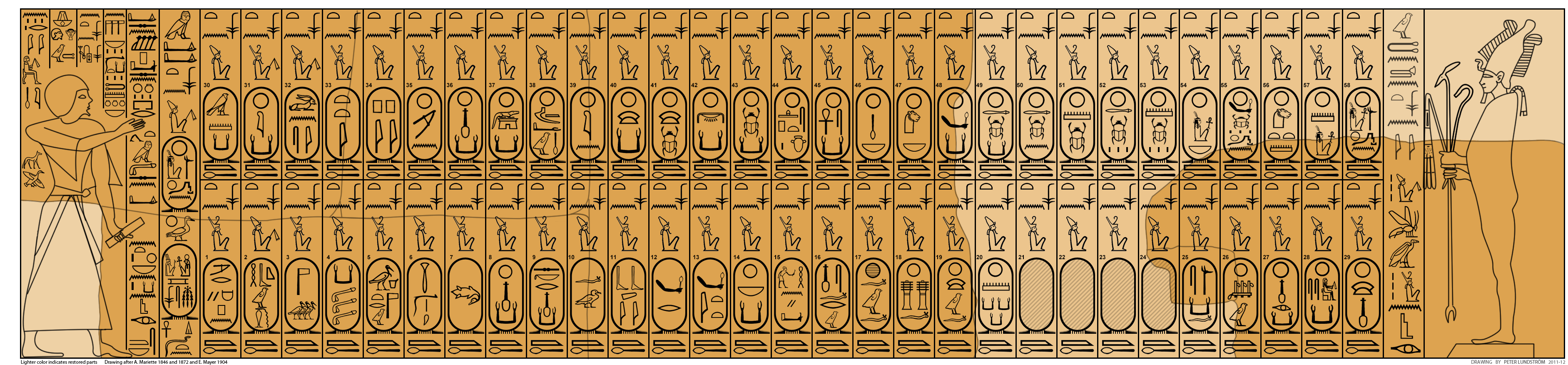
Zeichnung der Königsliste von Sakkara (1904)

Die Liste nannte einst 58 Könige, die auf der Liste von Ramses II. verehrt werden. Heute sind nur noch etwa 50 Namen erhalten. Sie sind in zwei Reihen chronologisch absteigend von rechts oben nach links unten angeordnet. Interessanterweise beginnt die Königsliste mit Pharao Anedjib (6. Herrscher der 1. Dynastie). Sein Nachfolger Semerchet fehlt. Der Eintrag folgt direkt auf Pharao Qaa (8. und letzter Herrscher der 1. Dynastie). Zuvor nennt die Liste neun Herrscher, die sich namentlich fast gänzlich mit dem Turiner Königspapyrus decken. Für die 3. Dynastie werden nur vier Herrscher genannt.
Wie auch in der Königsliste von Abydos fehlen in der Sakkara-Liste viele Herrscher der 1. Zwischenzeit.

## Die Königsliste
| Untere Reihe | Untere Reihe          | Untere Reihe | Obere Reihe | Obere Reihe      | Obere Reihe |
| Nr.          | Pharao                | Anmerkungen | Nr.         | Pharao           | Anmerkungen |
| ------------ | --------------------- | --- | ----------- | ---------------- | --- |
| 1            | Anedjib               | 6. König der 1. Dynastie. Seine fünf Vorgänger und sein Nachfolger Semerchet sind ausgelassen. | 30          | Menkauhor        | 7. König der 5. Dynastie. |
| 2            | Hor Qaa               | 8. König der 1. Dynastie. | 31          | Djedkare         | 8. König der 5. Dynastie. |
| 3            | Hetepsechemui         | 1. König der 2. Dynastie. | 32          | Unas             | 9. König der 5. Dynastie. |
| 4            | Nebre                 | 2. König der 2. Dynastie. | 33          | Teti II.         | 1. König der 6. Dynastie. Sein Nachfolger Userkare ist ausgelassen. |
| 5            | Ninetjer              | 3. König der 2. Dynastie. | 34          | Pepi I.          | 3. König der 6. Dynastie. |
| 6            | Wadjnes               | Ein König der 2. Dynastie. | 35          | Merenre          | 4. König der 6. Dynastie. |
| 7            | Sened                 | Ein König der 2. Dynastie. | 36          | Pepi II.         | 5. König der 6. Dynastie. Alle nachfolgenden Herrscher der 6. Dynastie, der Ersten Zwischenzeit und vom Anfang der 11. Dynastie sind ausgelassen.                                                     |
| 8            | Neferkare             | Ein König der 2. Dynastie. | 46          | Nofrusobek       | 8. Königin der 12. Dynastie. Die Könige der 11. und 12. Dynastie (Mentuhotep II. bis Nofrusobek) sind in umgekehrter Reihenfolge angeordnet. Die Herrscher der Zweiten Zwischenzeit sind ausgelassen. |
| 9            | Neferkasokar          | Ein König der 2. Dynastie. | 45          | Amenemhet IV.    | 7. König der 12. Dynastie. |
| 10           | Hudjefa               | Ein König der 2. Dynastie. | 44          | Amenemhet III.   | 6. König der 12. Dynastie. |
| 11           | Chasechemui           | Letzter König der 2. Dynastie. | 43          | Sesostris III.   | 5. König der 12. Dynastie. |
| 12           | Djoser                | 1. König der 3. Dynastie. | 42          | Sesostris II.    | 4. König der 12. Dynastie. |
| 13           | Djoserteti            | 2. König der 3. Dynastie. | 41          | Amenemhet II.    | 3. König der 12. Dynastie. |
| 14           | Nebkare               | Ein König der 3. Dynastie. | 40          | Sesostris I.     | 2. König der 12. Dynastie. |
| 15           | Huni                  | Letzter König der 3. Dynastie. | 39          | Amenemhet I.     | 1. König der 12. Dynastie. |
| 16           | Snofru                | 1. König der 4. Dynastie. | 38          | Mentuhotep III.  | 6. König der 11. Dynastie. |
| 17           | Cheops                | 2. König der 4. Dynastie. | 37          | Mentuhotep II.   | 5. König der 11. Dynastie. |
| 18           | Radjedef (Djedefre)   | 3. König der 4. Dynastie. | 47          | Ahmose           | 1. König der 18. Dynastie. |
| 19           | Chephren              | 4. König der 4. Dynastie. | 48          | Amenophis I.     | 2. König der 18. Dynastie. |
| 20           | [Bicheris]            | 5. König der 4. Dynastie. Namenszug zerstört. | 49          | [Thutmosis I.]   | 3. König der 18. Dynastie. Namenszug zerstört. |
| 21           | [Mykerinos]           | 6. König der 4. Dynastie. Namenszug zerstört. | 50          | [Thutmosis II.]  | 4. König der 18. Dynastie. Namenszug zerstört. Seine Nachfolgerin Hatschepsut ist ausgelassen. |
| 22           | [Schepseskaf]         | 7. König der 4. Dynastie. Namenszug zerstört. | 51          | [Thutmosis III.] | 6. König der 18. Dynastie. Namenszug zerstört. |
| 23           | [Thamphthis]          | 8. König der 4. Dynastie. Namenszug zerstört. | 52          | [Amenophis II.]  | 7. König der 18. Dynastie. Namenszug zerstört. |
| 24           | [?]                   | Keine andere Königsliste nennt einen Herrscher zwischen Thamphthis und Userkaf. Es ist unklar, wer hier gemeint war. Evtl. handelt es sich um einen versetzten Nachtrag des Niuserre, der beim Zeilenwechsel versehentlich übergangen wurde. | 53          | [Thutmosis IV.]  | 8. König der 18. Dynastie. Namenszug zerstört. |
| 25           | Userkaf               | 1. König der 5. Dynastie. | 54          | [Amenophis III.] | 9. König der 18. Dynastie. Namenszug zerstört. Die Herrscher der Amarnazeit (Amenophis IV./Echnaton, Semenchkare, Tutanchamun und Eje II.) sind ausgelassen.                                          |
| 26           | Sahure                | 2. König der 5. Dynastie. | 55          | Haremhab         | 14. König der 18. Dynastie. Namenszug nur in Resten erhalten. |
| 27           | Neferirkare           | 3. König der 5. Dynastie. | 56          | Ramses I.        | 1. König der 19. Dynastie. Namenszug nur in Resten erhalten. |
| 28           | Schepseskare          | 4. König der 5. Dynastie. | 57          | Sethos I.        | 2. König der 19. Dynastie. Namenszug nur in Resten erhalten. |
| 29           | Raneferef (Neferefre) | 5. König der 5. Dynastie. Sein Nachfolger Niuserre ist ausgelassen. | 58          | Ramses II.       | 3. König der 19. Dynastie. Namenszug nur in Resten erhalten. |